# Haravgi Lárissa Futebol Clube
Haravgi Lárissa Futebol Clube (em grego: Αθλητικός Ποδοσφαιρικός Ομιλος Χαραυγή - Athlitikos Podosfairikos Omilos Haravgi) foi um clube grego de futebol da cidade de Lárissa, capital da região da Tessália. Suas cores são verde e amarelo. O clube é mais conhecido por lançar Ntinos Pontikas, o mais jovem jogador que marcou um hat-trick.  Foi extinto em 2000.

## História
Haravgi Lárissa Futebol Clube foi fundado em 1982 no bairro da Haravgi, que ilhe inspirou o nome. O clube disputou o Campeonato de Lárissa em 18 opportunidades e foi ativo até 2000. 
 Em 2005, o clube retornou as ativididades, com o novo nome de Esporte Clube Haravgi, para livrar-se de dividas existentes, que levaram o time licenciar-se em 2000. O ex-jogador Dimitris Pappas é atualmente o treinador do novo clube reembolsado.

## Rivalidades
Seus principais rivais eram o Anthoupoli Larissa F.C., clube que historicamente representa o barrio próximo de Anthoupoli. Ambos clubes dividem o mesmo campo e a rivalidade era intensa.

## Partidas memoráveis
- Em 21 de setembro de 1996 no jogo Ampelokipoi 4 x 3 Haravgi, o Ntinos Pontikas se tornou o jogador mais jovem na história a marcar um triplete, aos 14 anos e 198 dias.[4]

## Títulos
- Campeonato da Lárissa - 2º Divisao: 1992

## Participações no Campeonato de Lárissa da Primeira Divisão
| Ano  | Posição |
| 1993 | 5º      |
| 1994 | 5º      |
| 1995 | 6º      |
| 1996 | 16º     |

## Personalidades notáveis

### Jogagores
- Dimitris Pappas
- Konstantinos Mangos
- Ntinos Pontikas
- Panagiotis Migas
- Kostas Voutiritsas

### Treinadores
- Theologis Papadopoulos

### Presidentes
- Stavros Pappas
- Giorgos Pappas
- Kostas Voutiritsas